# Денис Стерн
Денис Стерн (Старостін Денис Михайлович, нар. 21 листопада 1993, Полтава) — український письменник, поет та музикант, відомий у соціальних мережах, яскравий представник аудіопоезії. Є одним із засновників відеопроекту #Встол та з 2012 року член незалежного мистецького об'єднання Magnum Opus.

## Біографія
Народився та виріс у місті Полтаві. Закінчив Полтавську гімназію № 31, а згодом Полтавський юридичний інститут Національного університету юридичної академії України імені Ярослава Мудрого. Отримав ступінь магістра права. Зараз працює в сфері реклами та SMM.
Творчість Дениса пов'язана з поезією Євгенія Морі та Діми Птіцами. Стерн є організатором творчих салонів у Полтаві — нового формату літературних читань.

## Творчість
Денис почав писати після вступу до університету. Яким би банальним це не здалось, але Стерн хотів сподобатись одногрупниці і вирішив, що вірші — найкращий спосіб привернути її увагу. Але серйозно почав писати у 2013 році.
Важко визначити жанрові рамки, але, як стверджує поет, те, що він робить характеризується, як поезія полтавських спальників.
Стерн активно виступає за межами Полтави. Проводить свої літературні вечори у Києві, Харкові, Кременчуці, Запоріжжі, Львові та Дніпропетровську.

### Псевдонім
Ідея щодо псевдоніму у Дениса виникла ще у 2008 році, коли поет разом з друзями малював графіті та підписувався «Стерн». Вже згодом це стало його літературним псевдонімом.

## Організаторська діяльність
Як член незалежного об'єднання «Magnum Opus», Денис брав участь в організації багатьох мистецьких, суспільних та благодійних подій в Полтаві. Був одним із кураторів благодійної акції, де збирають книги для дітей із соціально незахищених сімей — «Книжка під подушку». Також був модератором літературної сцени на міжнародному фестивалі «Vorskla-Rock'n'Ball» (2015).

## Збірники творів
- 2013 — «Постельный режим».
- 2016 — «Карман моей юности».

## Збірники аудіо-альбомів
- 2012 — «Мне восемнадцать».
- 2013 — «Пьяное счастье».
- 2013 — «Одиссея».
- 2014 — «Лишние уходят сами».
- 2014 — «А я?».
- 2016 — «Поэзия полтавских спальников».